# الهدى (مجلة)
مجلة الهدى هي مجلة الكنيسة الإنجيلية المشيخية تأسست سنة 1911، وتعتبر المجلة صوت الكنيسة الإنجيلية المشيخية في مصر، وقد تأسست في أول عهدها باسم النشرة وذلك في عام 1864م واستمرت حتى عام 1892م ثم تغير اسمها إلى مجلة المرشد، وهكذا استمرت مجلة المرشد في الصدور حتى يناير عام 1911م وتغير اسمها للمرة الثانية لتصبح بالاسم المعروف حتى الآن، وهو مجلة الهدى.
ومما هو جدير بالذكر أن مجلة الهدى في بداية صدورها كانت جريدة أدبية دينية أسبوعية، ولكنها في بعض الأحيان كانت تصدر كل أسبوعين، واستمر هذا الحال حتى نهاية الأربعينيات ولأسباب مختلفة أصبحت المجلة تصدر كل شهر، وفي عام 1982م أصبحت مجلة الهدى تحمل ترخيصاً من المجلس الأعلى للصحافة على أنها مجلة شهرية تصدر عن الكنيسة الإنجيلية المشيخية بمصر.
وبتتبع تاريخ مجلة الهدى يمكن أن نرى أنها تعتبر أقدم مجلة دينية معروفة تصدر في مصر حتى الآن، وهذا يوضح رؤية الكنيسة الإنجيلية في اهتمامها بالتنوير الذي اعتمدت في جزء منه على الصحافة في وقت كانت تنتشر فيه الأمية في معظم سكان البلاد، كما لم تكن الصحف والجرائد والمجلات ووسائل الإعلام المختلفة منتشرة كوقتنا.
تتبنى المجلة شعار "الماضي مرآتنا والمستقبل مرجعيتنا"، تعبيراً عن استفادتنا من خبرات الماضي، الذي يمثل المرآة التي نرى فيها ما يجب أن يكون، أما المرجعية والهدف الذي ننشده إنما هو المستقبل.
يرأس مجلسي الإدارة والتحرير  الدكتور القس إكرام لمعي، رئيس مجلس الإعلام والنشر بالكنيسة الإنجيلية.
ويدير تحريرها القس نصرالله زكريا.
أما سكرتير التحرير فهو: القس أمير ثروت
1. 1 2 3 4 5  وصلة مرجع: https://projectjaraid.github.io.
2. 1 2 3 4 5  مذكور في: تاريخ الصحافة العربية. المُؤَلِّف: فيليب دي طرازي. الناشر: المطبعة الأدبية. لغة العمل أو لغة الاسم: العربية. تاريخ النشر: 1913.